# Héron de Alencar
Pour les articles homonymes, voir Alencar.
Héron de Alencar (1921-1972) est un universitaire brésilien spécialiste de la littérature et de l’éducation au développement.

## Un universitaire engagé
Francisco Héron de Alencar naît le 8 novembre 1921 à Crato, ville du Ceará, au Brésil. Il poursuit des études à Fortaleza, Recife et Salvador de Bahia, où il est docteur en médecine en 1946. Il devient docteur ès lettres en 1953. En 1949, il épouse la bibliothécaire Wanda Amorin, dont il aura trois filles et un fils. En 1947, il devient rédacteur du journal A Tarde à Salvador, Bahia, où il crée une rubrique de critique littéraire intitulée Caleidoscopio qu’il tiendra jusqu’en 1952. Il sera également rédacteur en chef, dans la même ville, du journal O Povo.
En 1950, il est professeur de journalisme et de littérature contemporaine à la faculté de philosophie de l’université de Bahia. Il est nommé vice-recteur de l’université en 1951. Il soutient sa thèse de doctorat sur « la littérature, concept en crise » devant l’Université de Bahia, à Salvador en 1953.
Militant à l’Union nationale des étudiants du Brésil, il participe en 1948 à la fondation du Centre d’études et de défense du pétrole et de l’économie nationale, un mouvement anti-impérialiste dont il devient secrétaire général de la section de Bahia. Il est nommé conseiller du gouverneur de l’État de Pernambouc Miguel Arraes, dirigeant historique de la gauche brésilienne, auquel il est apparenté.
Obtenant une bourse de séjour en France, Héron de Alencar est professeur de littérature et civilisation brésiliennes entre 1955 et 1960 à l’université de La Sorbonne.
Reprenant ses fonctions universitaires à Bahia, il devient également directeur du Jornal da Bahia. En 1962, à l’invitation de l’anthropologue Darcy Ribeiro, il participe à la fondation de l’université de Brasilia où il enseigne la littérature brésilienne. Il fait partie des instigateurs du Centre de culture populaire de Brasilia. Il publie en 1963 une introduction à l’Histoire de la littérature brésilienne de José Vérissimo.

## Résistant au coup d’État puis exilé en France
Le 1er avril 1964, il participe au lendemain du coup d’État militaire à la création d’une Commission de vigilance universitaire puis se réfugie à l’ambassade du Mexique à Rio de Janeiro. Il est déchu de son poste le 9 mai 1964 par la dictature après l’occupation de l’université par l’armée. Il est contraint à l’exil le 10 juin et participe à la création de l’Organisation des syndicalistes brésiliens exilés (OSBE), où il s’occupe du journal Correio Brasilense. Il séjourne en 1965 à Cuba et en Tchécoslovaquie avant d’obtenir, la même année, l’asile politique en France.
L’anthropologue Roland Colin confie à Héron de Alencar la responsabilité du département formation de l’IRFED, organisme fondé par Louis-Joseph Lebret, où il collaborera également avec l’économiste Vincent Cosmao. Il travaille en 1969 avec Darcy Ribeiro et l’architecte Oscar Niemeyer, auquel il restera lié, à la mise en place de l’université de Constantine en Algérie, se chargeant de la définition des programmes de sciences humaines. Il accomplit également une mission au Tchad.
Atteint d’un cancer, il retourne au Brésil en 1971 et meurt, le 1er janvier 1972 à Rio de Janeiro. En 1997, sa ville natale, Crato, donne le nom de Héron Felicio de Alencar à une de ses rues.
La cellule du Parti communiste brésilien de l’Université de Brasilia est dénommée Héron de Alencar.

## Sources
- Carla Patrícia Bispo de Santana : Caleidoscopio, Percurso intelectual e a estréia de Heron de Alencar como critico literario no jornal A Tarde (1947-1952), Universidade Federal da Bahia, Instituto de Letras, Salvador, 2003